# Eubazus destitutus
Eubazus destitutus är en stekelart som först beskrevs av Julius Theodor Christian Ratzeburg 1848.  Eubazus destitutus ingår i släktet Eubazus och familjen bracksteklar. Inga underarter finns listade i Catalogue of Life.